# Лукашевич, Илья Игоревич
Илья Игоревич Лукашевич (бел. Ілья Ігаравіч Лукашэвіч; род. 1 августа 1998, Минск) — белорусский футболист, защитник солигорского «Шахтёра».

## Клубная карьера
Воспитанник футбольного клуба «Минск». В 2015 году начал выступать за дубль, а в 2017 году закрепился в его составе.
В июне 2017 года стал привлекаться к основной команде. Дебютировал в Высшей лиге 10 сентября 2017 года в домашнем матче против «Слуцка» (1:1), выйдя на замену во втором тайме. Сезон 2018 начинал в дубле, однако вскоре закрепился в стартовом составе основной команды.
В январе 2019 года по истечении срока действия контракта покинул «Минск» и вскоре стал игроком жодинского «Торпедо-БелАЗ», подписав трехлетний контракт. Однако, в составе «торпедовцев» играл только за дубль. В июле 2019 года перешёл в сербской «Пролетер» из Нови-Сада. На поле появлялся редко, за год принял участие лишь в трёх матчах.
В июле 2020 года присоединился к солигорскому «Шахтёру», где играл за дубль, в основной команде появлялся только на скамейке запасных. В сентябре был отдан в аренду «Городее», где сыграл в двух матчах.
В апреле 2021 года пополнил состав речицкого «Спутника», где играл до конца июня, преимущественно в стартовом составе.
В августе 2021 года подписал контракт с  «Энергетиком-БГУ». По итогу сезона 2022 года стал серебряным призёром Высшей Лиги. В декабре 2022 года покинул клуб.
В январе 2023 года перешёл в солигорский «Шахтёр». Контракт с футболист заключён до конца 2025 года. Стал обладателем Суперкубка Беларуси 25 февраля 2023 года, где солигорский клуб одержал победу над «Гомелем».

### Клубная статистика
| Сезон    | Дивизион | Клуб          | Страна   | Матчи | Голы |
| -------- | -------- | ------------- | -------- | ----- | ---- |
| 2015     | дубль    | Минск         | Беларусь | 6     | 0    |
| 2016     | дубль    | Минск         | Беларусь | 9     | 1    |
| 2017     | Д1       | Минск         | Беларусь | 2     | 0    |
| 2018     | Д1       | Минск         | Беларусь | 22    | 0    |
| 2019     | дубль    | Торпедо-БелАЗ | Беларусь | 9     | 0    |
| 2019/20  | Д1       | Пролетер      | Сербия   | 3     | 0    |
| 2020     | дубль    | Шахтёр        | Беларусь | 3     | 0    |
| 2020     | Д1       | Городея       | Беларусь | 2     | 0    |
| 2021 (1) | Д1       | Спутник       | Беларусь | 9     | 0    |
| 2021 (2) | Д1       | Энергетик-БГУ | Беларусь | 9     | 0    |

## Международная карьера
5 июня 2018 года дебютировал за молодёжную сборную Беларуси в товарищеском матче против Албании (2:3).
В сентябре 2022 года футболист получил вызов в национальную сборную Беларуси.

## Достижения
«Шахтёр» Солигорск
- Обладатель Суперкубка Беларуси: 2023